# Summer Cup 2 2013
Il Summer Cup 2 2013 è stato un torneo di tennis facente parte della categoria ITF Men's Circuit nell'ambito dell'ITF Men's Circuit 2013 e dell'ITF Women's Circuit nell'ambito dell'ITF Women's Circuit 2013. Sia il torneo maschile che quello femminile si sono giocati a Mosca in Russia dal 2 all'8 settembre 2013 su campi in terra rossa.

## Vincitori

### Singolare maschile
Alexander Rumyantsev ha battuto in finale  Vadim Alekseenko con il punteggio di 6–1, 7–5.

### Doppio maschile
Siarhei Betau /  Alexander Bury hanno battuto in finale  Evgenij Karlovskij /  Igor Smilansky con il punteggio di 6–1, 7–6(2)

### Singolare femminile
Anastasіja Vasyl'jeva  ha battuto in finale  Evgenija Rodina con il punteggio di 6–2, 6–1.

### Doppio femminile
Anna Shkudun /  Al'ona Sotnikova hanno battuto in finale  Olga Ianchuk /  Anett Kontaveit con il punteggio di 6–3, 6–4.